# Алвар Алто
Хуго Алвар Хенрик Алто (фин. Hugo Alvar Henrik Aalto; Коуртане, 3. фебруар 1898 — Хелсинки, 11. мај 1976) је био фински архитекта.
Био је професор на Техничком институту у Кембриџу (САД). Један је од пионира модерне архитектуре, примењивао природне материјале у складу с традицијом своје земље.Пионир је европске модерне архитектуре. Био је познат по својој концепцији у оквиру органске архитектуре. Његов релативно најпознатији комад дизајна је „Алто-ваза“.

## Биографија
Алто је студирао архитектуру од 1916. – 1922. године на Техничком универзитету у Хелсинкију. Његов предавач био је Армас Линдгрен. Године 1923. после једног студијског пута по Европи Алто је отворио властити архитектонски биро у Јиваскили („Jyväskylä“) који је касније преместио у Турку. Године 1928. био је члан „CIAM-a“ (Congrès Internationaux d'Architecture Moderne).
Био је под утицајем идеја немачког „Werkbunda“ који је обједињавао напредне уметнике и архитекте у Немачкој и идеја уметничке школе Валтер Гропијуса и Лудвиг Мис ван дер Роеа, Баухауса и његови напори су били усмерени у смислу органске архитектуре у једној уској повезености са идејама споја зграде и њене околине чије принципе је формулисао Френк Лојд Рајт.
Године 1933. био је професор за архитектуру на Масачусетс институту за технологију у Кембриџу. Ту је сарађивао на изради око 200 пројеката од којих је половина била изведена.
Алто је био ожењен са Аино Марисио која је 1949. године преминула и он се поново оженио са младом Елисом Макиенеми. Његове обе жене су цртале са њим све пројекте.

## Зграде
Већину пројектованих зграда извео је у Финској и САД (Финска; библиотеке, позоришта, робне куће - САД; студентски интернат у Кембриџу) у својим радовима се опрашта од геометријских конвенција и долази до идеја органске архитектуре.
- Зграда редакције часописа „Turun Sanomat“, Турку 1929.
- Санаторијум за болести туберкулозе, Паимио 1933.
- Градска библиотека, Виборг (Русија) 1927. – 1935.
- Ресторан са ентеријером „Ravintola Savoy“ Хелсинки 1937.
- Фински павиљон за светску изложбу у Паризу 1937.
- Фински павиљон за светску изложбу у Њујорку 1939.
- Спортски центар и концертну дворану у Бачу 1953.
- Фински павиљон за бијенале у Венецији 1956.
- Зграду културе у Хелсинкију 1958.
- Црква „Три крста“ (“Kolme Ristia“) у Иматра у Финској 1958.
- Алто-спратница (стамбена зграда) у Бремену 1962.
- Културни центар у Леверкусену 1962.
- Административна зграда „Britisch Petroleum“ у Хамбургу 1964.
- Кућа севера Рејкјавик 1968.
- Финландија хала Хелсинки 1962. – 1971.
- Пројектовао је и почео са извођењем Алто-Театар; зграду опере у Есену која је завршена после његове смрти 1988.

## Дизајн
- Алто-ваза
- Фотеља „Tank“ (тенк)
- Модел Бр. 31 љуљајућа столица са рукохватима 1930. – 1931.
- Модел Бр. 98, колица за чај 1935. – 1936.